# Signe Bro
Signe Wiegant Bro (5 de marzo de 1999) es una deportista danesa que compite en natación. Su hermana Sarah compite en el mismo deporte.
Ganó dos medallas en el Campeonato Europeo de Natación, en los años 2018 y 2024. Participó en los Juegos Olímpicos de Tokio 2020, ocupando el octavo lugar en la prueba de 4 × 100 m libre.

## Palmarés internacional
| Campeonato Europeo | Campeonato Europeo    | Campeonato Europeo | Campeonato Europeo |
| Año                | Lugar                 | Medalla            | Prueba             |
| ------------------ | --------------------- | ------------------ | ------------------ |
| 2018               | Glasgow (Reino Unido) | Medalla de bronce  | 4 × 100 m libre    |
| 2024               | Belgrado (Serbia)     | Medalla de plata   | 4 × 100 m libre    |